# John Harry Grainger
John Harry Grainger, né le 30 novembre 1854 en Angleterre et décédé le 15 avril 1917, était un architecte et ingénieur civil australien. Il a conçu 14 ponts, incluant le pont Princes à Melbourne.

## Famille
Il est le père du musicien Percy Grainger.